# Lampropeltis holbrooki
Lampropeltis holbrooki  (лат.) — неядовитая змея семейства ужеобразных (Calubridae). Обитает от Иллинойса и Айовы, на юг до Техаса и на восток до Алабамы (США). Видовое латинское название дано в честь американского зоолога Джона Эдвардса Холбрука (1794—1871).
Общая длина достигает от 90 до 120 см. Окраска спины тёмно-коричневого или чёрного цвета с яркими жёлтыми пятнышками на краю каждой чешуйки. Такой пёстрый рисунок обычно называют «соль с перцем». У некоторых особей жёлтые пятнышки сливаются в узкие поперечные полоски. Брюхо светлое, кремовое, с большими поперечными тёмными пятнами. У молодых особей чётко выраженные поперечные полосы на спине и размытый светлый узор с боков. Большинство тёмных чешуек не имеет жёлтых пятен.
Любит влажные пойменные луга, болота, равнинные и горные леса, прерии, обычно держится вблизи водоёмов. Питается ящерицами, змеями, иногда грызунами.
Это яйцекладущая змея. Самка откладывает до 15—20 яиц.